# Joanna Troikowicz

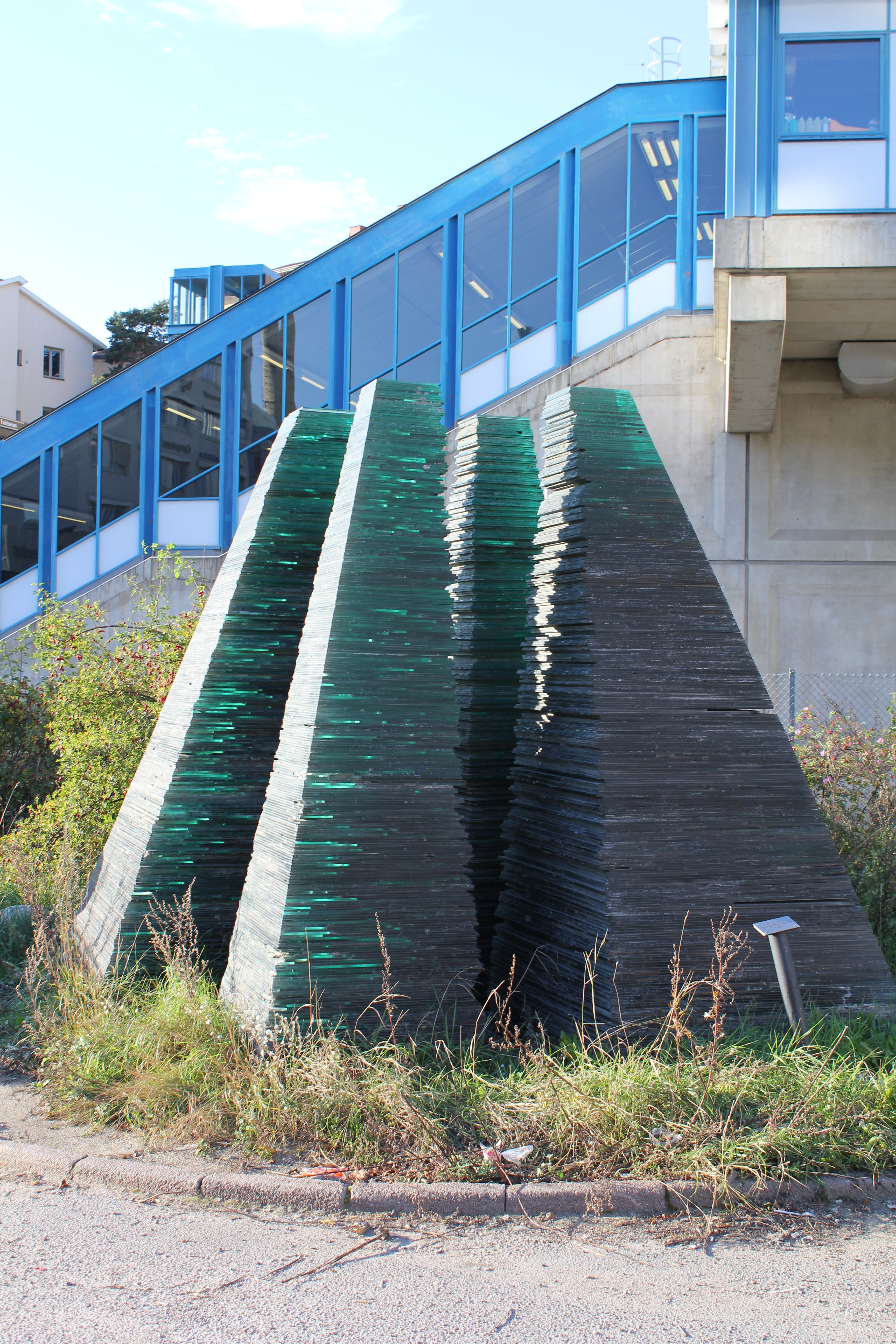
Isfantasi (Fantazja lodowa), rzeźba przy stacji metra Globen w Sztokholmie, 1989.

Joanna (B.) Troikowicz (ur. 1952 w Krakowie) – polska rzeźbiarka, malarka i designerka. Od 1977 roku mieszka i pracuje w Szwecji.

## Nauka i studia
- 1967 -1972, Liceum Sztuk Plastycznych, /extra dyplom z rzeźby/, Kraków
- 1972 -1977, Akademia Sztuk Pięknych, MA.- dyplom, prac. prof. M. Koniecznego, Kraków[3]
- 1975 -1977, Studium Pedagogiczne przy ASP, Kraków
- 1977 -1980, Kròlewska Akademia Sztuk Pięknych, Kungl. Konsthögskolan, Sztokholm

## Praca jako pedagog na uczelniach
- Kungl. Konsthögskolan, Królewska Akademia Sztuk Pięknych, 1980- 1985, Sztokholm
- Konstskolan, (Szkoła Plastyczna)-/wykłady: rzeźba, rysunek /, 1985,1998,1999, Örebro
- Konstfackskolan, (Wyższa Szkoła Plastyczna), /kursy o betonie o patynie/, 1986,1987, Sztokholm
- Konstskolan – ”Forum”, Szkoła Plastyczna- ”Forum”,1987-1991, Malmö
- International Symposium of Medal Art, /Międzynarodowe Symposium Sztuki Medalierskiej/, maj 1990, Kankaanpää, Finlandia
- Kungl. Tekniska Högskolan, /Arkitektur/, Król. Politechnika, 2000, Sztokholm
- Folkhögskolan, Szkoła Średnia, 2001, 2002, Åland, Finland<

## Publiczne realizacje rzeźbiarskie
- Rzeźba, ”Leżąca”,kamień, park, Ostrowiec Świętokrzyski, 1974
- Rzeźba, ”Ptak”, kamień, Szpital Wojskowy, Kraków, 1975
- Płaskorzeźba dla entré Przychodni Lekarskiej, Spånga Centrum, 1995
- Entré w dwóch kamienicach na Söder, Sztokholm, 1986,1987
- Parking na Söder, Sztokholm, 1987
- ”Is Fanasti”, ”Lodowa Fantazja”, mur 149 m dł. Metro Stacja ”Globen”, Sztokholm,1988-1989,/konkurs/
- Entré dla Przychodni Lekarskiej, KV Hallen, Solna, 1990
- ”Rydaholm Aln”– rzeźba dla Rydaholm, Värnamo, 1991
- ”Spelkort”, ”Karty do Gry”- 5 rzeźb dla Älvsjöbadet, 1991-1992,/konkurs/
- Rzeźba ”Kotwica” dla Szpitala Ankaret, Haninge, 1994
- ”Havets Rike”, ”Bogactwo Morza”, płaskorzeźby dla 9 klatek schodowych w Hammarby, Sztokholm, 1994-1995,/konkurs/

## Nagrody
- Nagroda Grand Prix, Kongres F.I.D.E.M., Haga, Holandia, 1998,
- Inovation Prize, 1-e Międzynarodowe Biennale Wspòczesnego Medalu w Seixal, Portugalia, 1999,
- ”Selezioni Di Merito”, XIV Międzynarodowe Biennale Dantesca, ”Dante Europejczyk”, ”Dante Europeo”, Ravenna, Włochy, 2003,

## Reprezentowana:[4][5]
- Muzeum Sztuki Medalierskie, Wrocław, 1979
- Zbiory w Komunie Sztokholmu, zbiory w Landstinget, zbiory Sztuki Publicznej (Konstråd)>
- Zbiory w komunie Örebro
- Kungl. Myntkabinetet, Muzeum Medalierskie, Sztokholm
- The British Muzeum /Department of Coins and Medals/, /Oddział Monety i Medalu/, Londyn, 1987
- Zbiory Sztuki w The Art Institute of Kankaanpää, Kankaanpää Instytut Sztuki, Finlandia, 1999
- Muzeum Minci a Medali, Muzeum Sztuki Medalierskiej, Kremnica, Słowacja, 2000
- Zbiory Archiwum Emigracji Biblioteki im M. Kopernika, Toruń, 2002
- Zbiory Sztuki Poloni Vaudricourt, Francja, 2004

## Prywatne zbiory
Polska, Szwecja, Finlandia, Japonia, Francja, Włochy, Słowacja, USA

## Życie prywatne
Córka krakowskiego malarza Aleksandra Trojkowicza. Od 1977 roku mieszka i pracuje w Szwecji.